# 抱かれたい道場
『抱かれたい道場』（だかれたいどうじょう）は、中川ホメオパシーによる日本の漫画作品。『月刊ヤングチャンピオン烈』（秋田書店）にて2010年No.8から2014年No.5まで連載。単行本は全2巻。

## あらすじ
抱かれたい男を目指すノボル君（童貞）が、抱かれたい道場師範・舵原先生の熱き指南を受けるギャグ漫画。

## 登場人物
舵原先生（かじわらせんせい）
抱かれたい道場の師範。45歳。アパートの二階で「抱かれたい道場」を営む。48の抱かれたい奥義と呼ばれる秘技を会得している。
ノボル君（ノボルくん）
抱かれたい道場に通う25歳。童貞。幼馴染の川村美月のことを5歳の時より好いている。
川村美月（かわむら みつき）
ノボル君の幼馴染。年齢不明。
西尾シズヱ（にしお シズヱ）
舵原が抱かれたい道場を営むアパートの大家。若い男が好きで、たまにノボルの肉体を求めて道場に侵入する。舵原は彼女を苦手としている。
本官（本名不詳）
街の警察官。やたら発砲する。ピーマンと変質者が大嫌い。
貝塚（かいづか）
抱かれたい道場OB。30歳。道場卒業後も舵原師の教えを大事にしており、日ごろからシミュレーションを欠かさない。薩摩弁が特徴。
川村マサキ（かわむら マサキ）
作中随一のイケメン。抱かれたい道場においてノボル君の後輩にあたる。美月ちゃんの従兄弟。

## 書籍情報
- 中川ホメオパシー 『抱かれたい道場』、全2巻。
  1. 『抱かれたい道場』 秋田書店〈ヤングチャンピオン烈コミックス 〉 2012年10月19日発売[1]、ISBN 978-4-253-25641-4
  2. 『もっと！抱かれたい道場』 おおかみ書房[2] 2015年9月30日発売